# Sam Cooke
Samuel Cook, mer känd under artistnamnet Sam Cooke, född 22 januari 1931 i Clarksdale, Mississippi, död 11 december 1964 i Los Angeles, Kalifornien, var en amerikansk sångare, låtskrivare, producent och entreprenör. Cooke var tillsammans med Ray Charles en av de mest inflytelserika amerikanska svarta sångarna under perioden direkt efter andra världskriget. Cookes musik bestod av en mjuk soul och han anses ha inspirerat många sentida musiker, däribland Michael Jackson, James Taylor och Smokey Robinson.
Förutom att ha spelat in klassiska soulhits som "You Send Me", "Chain Gang", "Wonderful World", "Twistin' the Night Away", "Bring It On Home to Me", "Another Saturday Night" och "A Change Is Gonna Come" startade han även det egna skivbolaget SAR Records.

## Biografi
Sam Cooke hade sju syskon och hans far var baptistpastor. Han visade tidigt tecken på begåvning när han sjöng i sin fars kyrka. Sam Cooke och flera av hans syskon hade en grupp som hette The Singing Children som uppträdde i olika kyrkor. Senare ingick Sam Cooke i gruppen The Highway QC's. År 1950 blev han medlem i The Soul Stirrers, en av de största gospelgrupperna på den tiden. 
Cooke var sugen på en bredare publik än gospel, men om han skulle börja sjunga sekulär musik kunde det skapa bråk med den kyrkliga världen. I smyg gjorde han en provinsjungning 1956 under pseudonymen Dale Cook för att inte väcka så stor uppmärksamhet. Cooke lade till ett e i slutet av sitt namn i samband med sitt genombrott inom den sekulära musiken.
Sam Cookes stora genombrott kom 1957 med singeln "You Send Me", som gick direkt upp till förstaplatsen på den amerikanska Billboardlistan. I början på 1960-talet skrev Sam Cooke kontrakt med skivbolaget RCA där han kom att bli den bäst säljande artisten näst efter Elvis Presley. Under åren som följde fick han en lång rad hits såsom "Wonderful World", "Only Sixteen", "Cupid", "Twistin' The Night Away" och "Shake". En av hans sånger, "A Change Is Gonna Come", har blivit betydande för den amerikanska medborgarrättsrörelsen.
Sam Cooke var en av de första afroamerikanska artisterna att starta sitt eget skivbolag, SAR Records.
Den 11 december 1964 påstods Sam Cooke ha hamnat i bråk med en motellföreståndarinna på Hacienda Motel (heter nu The Star Motel) i Los Angeles. Han sköts till döds av föreståndarinnan som hävdade att han gick till angrepp mot henne.

## Eftermäle
Sam Cooke valdes in i The Rock and Roll Hall of Fame 1986. Den kanadensiska versionen av musiktidskriften Rolling Stone Magazine rankade år 2007 Sam Cooke som nummer 10 på sin lista över världens mest inflytelserika artister genom tiderna.

## Diskografi i urval
Studioalbum
- 1958 – Sam Cooke
- 1958 – Encore
- 1959 – Tribute to the Lady

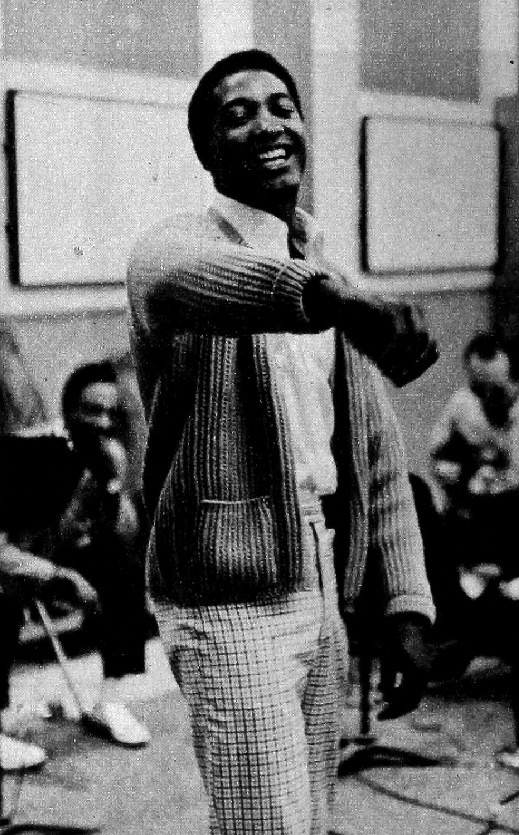
Sam Cooke under inspelning i studio 1961.

- 1960 – The Wonderful World of Sam Cooke
- 1960 – Cooke's Tour
- 1960 – Hits of the 50's
- 1961 – Swing Low
- 1961 – My Kind of Blues
- 1962 – Twistin' the Night Away
- 1963 – Mr. Soul
- 1963 – Night Beat
- 1964 – Ain't That Good News

Postuma studioalbum
- 1965 – Shake
- 1965 – Try a Little Love

Livealbum
- 1964 – Sam Cooke at the Copa
- 1985 – Live at the Harlem Square Club, 1963

Samlingsalbum
- 1959 – Hit Kit
- 1960 – I Thank Good
- 1962 – The Best of Sam Cooke
- 1965 – The Best of Sam Cooke, Volume II
- 1966 – The Unforgettable Sam Cooke
- 1969 – The One and Only Sam Cooke

Singlar (topp 10 på Billboard Hot R&B)
- 1957 – "You Send Me" / "Summertime" (#1)
- 1957 – "I'll Come Running Back to You" / "Forever" (#1)
- 1957 – "(I Love You) For Sentimental Reasons" / "Desire Me" (#5)
- 1958 – "You Were Made for Me" / "Lonely Island" (#7)
- 1958 – "Win Your Love for Me" / "Love Song from Houseboat" (#4)
- 1959 – "Everybody Loves to Cha Cha Cha" / "Little Things You Do" (#2)
- 1960 – "Wonderful World" / "Along the Navajo Trail" (#2)
- 1960 – "Chain Gang" / "I Fall in Love Every Day" (#2)
- 1962 – "Twistin' the Night Away" / "One More Time" (#1)
- 1962 – "Bring It on Home to Me" / "Having a Party" (#2 / #4)
- 1962 – "Somebody Have Mercy" / "Nothing Can Change This Love" (#3 / #2)
- 1963 – "Send Me Some Lovin'" / "Baby, Baby, Baby" (#2)
- 1963 – "Another Saturday Night" / "Love Will Find a Way" (#1)
- 1963 – "Frankie and Johnny" / "Cool Train" (#4)
- 1963 – "Little Red Rooster" / "You Gotta Move" (#7)

Postum singel
- 1964 – "Shake" / "A Change Is Gonna Come"	(#4 / #9)